# Jarava
Jarava es un género de plantas de la familia de las Poáceas,  orden Poales, subclase Liliidae, clase Liliopsida, división Magnoliophyta.
Comprende 53 especies.
Todas las especies se han considerado una sección del género Stipa. Se diferencia de Anatherostipa por los profilos bidentados.

## Taxones
- J. ameghinoi
- J. annua
- J. arundinacea
- J. atacamensis[3]
- J. barrancaensis
- J. brachychaeta (Achnaterum.[4])
- J. brevipes
- J. caudata (Stipa caudatum,[5][6] Amelichloa.[7])
- J. chrysophylla (J. c. var cordilleranum).[8]
- J. frigida
- J. humilis
- J. ibari
- J. ichia
- J. ichu[9]
- J. illimanica
- J. leptostachya
- J. neai
- J. plumosa
- J. plumosula
- J. pogonathera
- J. psylantha
- J. pungens
- J. pugionata
- J. speciosa[10]
- J. subaristata
- J. tortuosa
- J. vaginata
- J. vatroensis

## species excludenda
- J. breviseta o Stipa breviseta Caro & Sánchez[11]

## Fuente
- https://web.archive.org/web/20070901105358/http://herbarium.usu.edu/stipeae/genera.htm